# 危険な場所で
危険な場所で（きけんなばしょで、en:On Dangerous Ground）は1951年に公開された フィルム・ノワール映画。監督はニコラス・レイ、製作はジョン・ハウスマン、出演アイダ・ルピノ、ロバート・ライアン。脚本は1945年にジェラルド・バトラーの小説Mad with Much Heartを元にしてA.I.ベゼリデスが書いた。

## あらすじ
警察官のジム・ウィルソンは、容疑者や目撃者から情報を聞き出すためなら暴力も辞さないことで知られていた。上司の警告を無視し続けた結果、ウィルソンはほとぼりを冷ますために地方の事件へと左遷される。そこで彼は、若い少女の殺人犯を追う捜索隊に参加し、被害者の父親であるウォルター・ブレントと協力することになる。ある男を見つけて追跡するうちに、ウィルソンとブレントは捜索隊の他のメンバーとはぐれてしまう。
彼らは容疑者を追って人里離れた家へとたどり着き、そこで一人でいる盲目の女性、メアリー・モールデンに出会う。メアリーは彼らに、この家で弟のダニーと一緒に住んでいると話す。